# Luidbach
Der Luidbach, oder auch nur Ludbach genannt, ist ein 4,1 km langer Bach in Nettetal-Lobberich, er ist ein Nebenfluss der Nette.

## Verlauf
Der Ludbach entsprang in Oberbocholt einem Stadtteil von Lobberich, die Quelle des Ludbach ist durch den Braunkohle Tagebau Garzweiler II versiegt. Die ersten drei Kilometer des Ludbachs dienen heute ausschließlich der Entwässerung der Felder östlich von Lobberich. Im Ingenhoven Park hinter der Burg Ingenhoven besitzt der Ludbach eine künstliche Quelle, ab dort führt er dauerhaft Wasser.
Nach etwa 100 Metern durchfließt er den Ingenhovenweiher, hinter dem Weiher verläuft der Ludbach für ca. 400 Meter unterirdisch, dabei unterquert er die Hochstraße, die Freiheitsstraße sowie die nach ihm benannte Ludbach-Passage. Danach kehrt er für wenige Meter an die Oberfläche zurück, bevor er unter dem Fenland-Ring verschwindet. Anschließend fließt er zwischen den Straßen Fenland-Ring und Am Ludbach, bis er kurz vor seiner Mündung die Mühlenstraße kreuzt. Letztlich mündet er in den Windmühlenbruch und somit in der Nette.